# Danh sách đĩa nhạc của Kate Bush
Đây là danh sách đĩa nhạc đầy đủ (album, đĩa mở rộng, đĩa đơn và video) của ca-nhạc sĩ người Anh Kate Bush. Trong suốt sự nghiệp âm nhạc cô đã phát hành tổng cộng 10 album phòng thu, 4 đĩa mở rộng cùng hơn 30 đĩa đơn khác nhau.

## Album

### Album phòng thu
| Tên                                                                                 | Chi tiết                                                   | Vị trí xếp hạng cao nhất | Vị trí xếp hạng cao nhất | Vị trí xếp hạng cao nhất | Vị trí xếp hạng cao nhất | Vị trí xếp hạng cao nhất | Vị trí xếp hạng cao nhất | Vị trí xếp hạng cao nhất | Vị trí xếp hạng cao nhất | Vị trí xếp hạng cao nhất | Vị trí xếp hạng cao nhất | Vị trí xếp hạng cao nhất | Chứng nhận                                                                     |
| Tên                                                                                 | Chi tiết                                                   | Anh                      | CAN                      | Đức                      | HL                       | Mỹ                       | Nhật                     | N.U                      | NZ                       | Pháp                     | TĐ                       | Úc                       | Chứng nhận                                                                     |
| ----------------------------------------------------------------------------------- | ---------------------------------------------------------- | ------------------------ | ------------------------ | ------------------------ | ------------------------ | ------------------------ | ------------------------ | ------------------------ | ------------------------ | ------------------------ | ------------------------ | ------------------------ | ------------------------------------------------------------------------------ |
| The Kick Inside                                                                     | - Phát hành: 17 tháng 2, 1978 - Hãng: EMI                  | 3                        | 95                       | 21                       | 1                        | —                        | 37                       | 4                        | 2                        | 3                        | 8                        | 3                        | - Úc: Bạch kim - Anh: Bạch kim - CAN: Bạch kim - NVPI: Bạch kim - NZ: Bạch kim |
| Lionheart                                                                           | - Phát hành: 13 tháng 11, 1978 - Hãng: EMI                 | 6                        | —                        | 25                       | 5                        | —                        | 30                       | 5                        | 5                        | —                        | 16                       | 12                       | - AUS: Bạch kim - UK: Bạch kim - CAN: Bạch kim - NVPI: Vàng                    |
| Never for Ever                                                                      | - Phát hành: 8 tháng 9, 1980 - Hãng: EMI                   | 1                        | 44                       | 5                        | 4                        | —                        | 40                       | 2                        | 31                       | 1                        | 16                       | 7                        | - UK: Vàng - CAN: Bạch kim - FRA: Vàng - GER: Vàng - NVPI: Vàng                |
| The Dreaming                                                                        | - Phát hành: 13 tháng 9, 1982 - Hãng: EMI                  | 3                        | 29                       | 23                       | 5                        | 157                      | 36                       | 12                       | —                        | 8                        | 45                       | 22                       | - UK: Bạc                                                                      |
| Hounds of Love                                                                      | - Phát hành: 16 tháng 9, 1985 - Hãng: EMI                  | 1                        | 7                        | 2                        | 1                        | 30                       | 35                       | 12                       | 17                       | 9                        | 9                        | 6                        | - UK: 2× Bạch kim - CAN: Bạch kim - FRA: Vàng - GER: Bạch kim - NVPI: Vàng     |
| The Sensual World                                                                   | - Phát hành: 17 tháng 10, 1989 - Hãng: EMI / Columbia (Mỹ) | 2                        | 17                       | 10                       | 16                       | 43                       | 18                       | 7                        | 27                       | 38                       | 17                       | 30                       | - UK: Bạch kim - CAN: Vàng - FRA: Vàng - US: Vàng                              |
| The Red Shoes                                                                       | - Phát hành: 2 tháng 11, 1993 - Hãng: EMI / Columbia (Mỹ)  | 2                        | 13                       | 18                       | 23                       | 28                       | 24                       | —                        | 30                       | 14                       | 16                       | 17                       | - UK: Bạch kim - CAN: Vàng                                                     |
| Aerial                                                                              | - Phát hành: 7 tháng 11, 2005 - Hãng: EMI / Columbia (Mỹ)  | 3                        | —                        | 3                        | 7                        | 48                       | 53                       | 4                        | 22                       | 12                       | 7                        | 25                       | - UK: Bạch kim - CAN: Bạch kim - FRA: Vàng - GER: Vàng                         |
| Director's Cut                                                                      | - Phát hành: 16 tháng 5, 2011 - Hãng: Fish People / EMI    | 2                        | 66                       | 11                       | 6                        | —                        | 132                      | 2                        | 38                       | 31                       | 12                       | 41                       | - UK: Vàng                                                                     |
| 50 Words for Snow                                                                   | - Phát hành: 21 tháng 11, 2011 - Hãng: Fish People / EMI   | 5                        | 39                       | 7                        | 10                       | 83                       | 49                       | 13                       | 39                       | 21                       | 13                       | 22                       | - UK: Vàng                                                                     |
| "—" biểu thị bản ghi không có xếp hạng hoặc không được phát hành trong lãnh thổ đó. |                                                            |                          |                          |                          |                          |                          |                          |                          |                          |                          |                          |                          |                                                                                |

### Album trực tiếp
| Tên             | Chi tiết                                                                   | Vị trí xếp hạng cao nhất | Vị trí xếp hạng cao nhất | Vị trí xếp hạng cao nhất | Vị trí xếp hạng cao nhất | Vị trí xếp hạng cao nhất | Vị trí xếp hạng cao nhất | Vị trí xếp hạng cao nhất | Vị trí xếp hạng cao nhất | Vị trí xếp hạng cao nhất | Vị trí xếp hạng cao nhất | Chứng nhận |
| Tên             | Chi tiết                                                                   | UK                       | AUS                      | CAN                      | FRA                      | GER                      | NL                       | SWE                      | US                       | US Alt                   | US Rock                  | Chứng nhận |
| --------------- | -------------------------------------------------------------------------- | ------------------------ | ------------------------ | ------------------------ | ------------------------ | ------------------------ | ------------------------ | ------------------------ | ------------------------ | ------------------------ | ------------------------ | ---------- |
| Before the Dawn | - Phát hành: 25 tháng 11, 2016 - Hãng: Fish People, Concord, Noble & Brite | 4                        | 35                       | 89                       | 52                       | 14                       | 11                       | 45                       | 121                      | 5                        | 11                       | - UK: Vàng |

### Album tuyển tập
| Tên             | Chi tiết                                                                | Vị trí xếp hạng cao nhất | Vị trí xếp hạng cao nhất | Vị trí xếp hạng cao nhất | Vị trí xếp hạng cao nhất | Vị trí xếp hạng cao nhất | Vị trí xếp hạng cao nhất | Vị trí xếp hạng cao nhất | Vị trí xếp hạng cao nhất | Vị trí xếp hạng cao nhất | Vị trí xếp hạng cao nhất | Vị trí xếp hạng cao nhất | Chứng nhận                                |
| Tên             | Chi tiết                                                                | UK                       | AUS                      | CAN                      | FRA                      | GER                      | JPN                      | NL                       | NZ                       | NOR                      | SWE                      | US                       | Chứng nhận                                |
| --------------- | ----------------------------------------------------------------------- | ------------------------ | ------------------------ | ------------------------ | ------------------------ | ------------------------ | ------------------------ | ------------------------ | ------------------------ | ------------------------ | ------------------------ | ------------------------ | ----------------------------------------- |
| The Whole Story | - Phát hành: ngày 10 tháng 11 năm 1986 - Hãng: EMI                      | 1                        | 28                       | 27                       | 9                        | 11                       | 38                       | 22                       | 4                        | 10                       | 48                       | 76                       | - UK: 4× Bạch kim - CAN: Vàng - GER: Vàng |
| The Other Sides | - Phát hành: ngày 8 tháng 3 năm 2019 - Hãng: Fish People, Rhino Records | 18                       | —                        | —                        | —                        | 56                       | —                        | —                        | —                        | —                        | —                        | —                        |                                           |

### Bộ hộp
| Tựa đề                                                | Chi tiết                                                                                         | Vị trí xếp hạng cao nhất | Vị trí xếp hạng cao nhất |
| Tựa đề                                                | Chi tiết                                                                                         | UK                       | AUS                      |
| ----------------------------------------------------- | ------------------------------------------------------------------------------------------------ | ------------------------ | ------------------------ |
| The Single File 1978~1983                             | - Phát hành: January 1984 - Hãng: EMI                                                            | —                        | —                        |
| This Woman's Work: Anthology 1978–1990                | - Phát hành: ngày 22 tháng 10 năm 1990 - Hãng: EMI                                               | —                        | 143                      |
| Live at Hammersmith Odeon                             | - Phát hành: 1994 - Hãng: EMI                                                                    | —                        | —                        |
| Remastered Part I (Remastered Parts I-II in Vinyl)    | - Phát hành: ngày 16 tháng 11 năm 2018 - Hãng: Fish People, Parlophone, Rhino                    | 51                       | —                        |
| Remastered Part II (Remastered Parts III-IV in Vinyl) | - Phát hành: ngày 30 tháng 11 năm 2018 - Hãng: Fish People, Parlophone, Rhino, Novercia Overseas | 81                       | —                        |

## Đĩa mở rộng
| Tựa đề                                                                              | Details                                                      | Vị trí xếp hạng cao nhất | Vị trí xếp hạng cao nhất | Vị trí xếp hạng cao nhất | Vị trí xếp hạng cao nhất |
| Tựa đề                                                                              | Details                                                      | UK                       | IRE                      | NLD                      | US                       |
| ----------------------------------------------------------------------------------- | ------------------------------------------------------------ | ------------------------ | ------------------------ | ------------------------ | ------------------------ |
| 4 Sucessos (two-part release)                                                       | - Phát hành: 1978 - Hãng: EMI (Brazil)                       | —                        | —                        | —                        | —                        |
| On Stage                                                                            | - Phát hành: ngày 31 tháng 8 năm 1979 - Hãng: EMI            | 10                       | 15                       | 17                       | —                        |
| Kate Bush                                                                           | - Phát hành: ngày 15 tháng 6 năm 1983 - Hãng: EMI            | —                        | —                        | —                        | 148                      |
| Aspects of the Sensual World                                                        | - Phát hành: 1990 - Hãng: Columbia (US) / Capitol (Canada)   | —                        | —                        | —                        | —                        |
| Eat the Music                                                                       | - Phát hành: 1993 - Hãng: Columbia (US)                      | —                        | —                        | —                        | —                        |
| Hounds of Love (Record Store Day limited release)                                   | - Phát hành: ngày 16 tháng 4 năm 2011 - Hãng: Audio Fidelity | —                        | —                        | —                        | —                        |
| "—" biểu thị bản ghi không có xếp hạng hoặc không được phát hành trong lãnh thổ đó. |                                                              |                          |                          |                          |                          |

## Đĩa đơn
| Tên                                                                                 | Năm  | Vị trí xếp hạng cao nhất | Vị trí xếp hạng cao nhất | Vị trí xếp hạng cao nhất | Vị trí xếp hạng cao nhất | Vị trí xếp hạng cao nhất | Vị trí xếp hạng cao nhất | Vị trí xếp hạng cao nhất | Vị trí xếp hạng cao nhất | Vị trí xếp hạng cao nhất | Vị trí xếp hạng cao nhất | Vị trí xếp hạng cao nhất | Doanh số                                           | Chứng nhận                                  | Album                         |
| Tên                                                                                 | Năm  | Anh                      | Bỉ                       | BL                       | CAN                      | Đức                      | IRE                      | Pháp                     | NLD                      | Mỹ                       | NZL                      | Úc                       | Doanh số                                           | Chứng nhận                                  | Album                         |
| ----------------------------------------------------------------------------------- | ---- | ------------------------ | ------------------------ | ------------------------ | ------------------------ | ------------------------ | ------------------------ | ------------------------ | ------------------------ | ------------------------ | ------------------------ | ------------------------ | -------------------------------------------------- | ------------------------------------------- | ----------------------------- |
| "Wuthering Heights"                                                                 | 1978 | 1                        | 6                        | —                        | —                        | 11                       | 1                        | 14                       | 3                        | 108                      | 1                        | 1                        | - UK: 500,000 - AUS: 50,000 - NZ: 20,000           | - UK: Vàng - AUS: Vàng - NZ: Bạch kim       | The Kick Inside               |
| "The Man with the Child in His Eyes"                                                | 1978 | 6                        | —                        | —                        | —                        | —                        | 3                        | —                        | 23                       | 85                       | 36                       | 22                       |                                                    |                                             | The Kick Inside               |
| "Hammer Horror"                                                                     | 1978 | 44                       | —                        | —                        | —                        | —                        | 10                       | —                        | 25                       | —                        | 21                       | 17                       |                                                    |                                             | Lionheart                     |
| "Wow"                                                                               | 1979 | 14                       | —                        | —                        | —                        | —                        | 17                       | —                        | —                        | —                        | —                        | —                        |                                                    |                                             | Lionheart                     |
| "Breathing"                                                                         | 1980 | 16                       | —                        | —                        | —                        | —                        | —                        | —                        | 44                       | —                        | —                        | —                        |                                                    |                                             | Never for Ever                |
| "Babooshka"                                                                         | 1980 | 5                        | —                        | —                        | —                        | 14                       | 5                        | 4                        | 24                       | —                        | 8                        | 2                        |                                                    |                                             | Never for Ever                |
| "Army Dreamers"                                                                     | 1980 | 16                       | —                        | —                        | —                        | —                        | 14                       | —                        | 25                       | —                        | —                        | —                        |                                                    |                                             | Never for Ever                |
| "December Will Be Magic Again"                                                      | 1980 | 29                       | —                        | —                        | —                        | 55                       | 13                       | —                        | —                        | —                        | —                        | —                        |                                                    |                                             | Không có album nào            |
| "Sat in Your Lap"                                                                   | 1981 | 11                       | —                        | —                        | —                        | —                        | 18                       | 72                       | 32                       | —                        | —                        | 93                       |                                                    |                                             | The Dreaming                  |
| "The Dreaming"                                                                      | 1982 | 48                       | —                        | —                        | —                        | —                        | —                        | —                        | —                        | —                        | —                        | 91                       |                                                    |                                             | The Dreaming                  |
| "There Goes a Tenner"                                                               | 1982 | 93                       | —                        | —                        | —                        | —                        | —                        | —                        | —                        | —                        | —                        | —                        |                                                    |                                             | The Dreaming                  |
| "Suspended in Gaffa"                                                                | 1982 | —                        | —                        | —                        | —                        | —                        | —                        | 33                       | 50                       | —                        | —                        | —                        |                                                    |                                             | The Dreaming                  |
| "Ne t'enfuis pas"                                                                   | 1983 | —                        | —                        | —                        | —                        | —                        | —                        | —                        | —                        | —                        | —                        | —                        |                                                    |                                             | Không có album nào            |
| "Night of the Swallow"                                                              | 1983 | —                        | —                        | —                        | —                        | —                        | —                        | —                        | —                        | —                        | —                        | —                        |                                                    |                                             | The Dreaming                  |
| "Running Up That Hill"                                                              | 1985 | 3                        | 6                        | 6                        | 16                       | 3                        | 4                        | 7                        | 6                        | 30                       | 26                       | 6                        | - UK: 250,000 (đĩa vật lý) - UK: 400,000 (nhạc số) | - UK: Bạc (đĩa vật lý) - UK: Vàng (nhạc số) | Hounds of Love                |
| "Cloudbusting"                                                                      | 1985 | 20                       | 16                       | 3                        | —                        | 20                       | 13                       | 30                       | 13                       | —                        | —                        | —                        |                                                    |                                             | Hounds of Love                |
| "Hounds of Love"                                                                    | 1986 | 18                       | —                        | 18                       | 84                       | 68                       | 12                       | —                        | —                        | —                        | —                        | —                        |                                                    |                                             | Hounds of Love                |
| "The Big Sky"                                                                       | 1986 | 37                       | —                        | —                        | —                        | —                        | 15                       | —                        | —                        | —                        | —                        | —                        |                                                    |                                             | Hounds of Love                |
| "Don't Give Up" (với Peter Gabriel)                                                 | 1986 | 9                        | 9                        | 7                        | 40                       | 27                       | 4                        | 36                       | 5                        | 72                       | 16                       | 5                        |                                                    |                                             | So                            |
| "Experiment IV"                                                                     | 1986 | 23                       | —                        | —                        | —                        | 50                       | 12                       | —                        | —                        | —                        | —                        | —                        |                                                    |                                             | The Whole Story               |
| "Let It Be" (thuộc Ferry Aid)                                                       | 1987 | 1                        | —                        | —                        | —                        | —                        | 2                        | 8                        | 3                        | —                        | —                        | 28                       | - UK: 500,000                                      | - UK: Vàng                                  | Không có album nào            |
| "The Sensual World"                                                                 | 1989 | 12                       | 31                       | 4                        | 58                       | 29                       | 6                        | 81                       | 20                       | —                        | —                        | 44                       |                                                    |                                             | The Sensual World             |
| "This Woman's Work"                                                                 | 1989 | 25                       | —                        | —                        | —                        | —                        | 20                       | —                        | —                        | —                        | —                        | 89                       | - UK: 200,000                                      | - UK: Bạc                                   | The Sensual World             |
| "Love and Anger"                                                                    | 1990 | 38                       | —                        | —                        | —                        | —                        | —                        | —                        | —                        | —                        | —                        | 145                      |                                                    |                                             | The Sensual World             |
| "Rocket Man"                                                                        | 1991 | 12                       | —                        | —                        | —                        | 36                       | 17                       | 45                       | 27                       | —                        | —                        | 2                        |                                                    |                                             | Two Rooms                     |
| "Rubberband Girl"                                                                   | 1993 | 12                       | 47                       | 25                       | 50                       | 65                       | 17                       | —                        | 37                       | 88                       | 34                       | 39                       |                                                    |                                             | The Red Shoes                 |
| "Moments of Pleasure"                                                               | 1993 | 26                       | —                        | —                        | —                        | —                        | —                        | —                        | —                        | —                        | —                        | 119                      |                                                    |                                             | The Red Shoes                 |
| "The Red Shoes"                                                                     | 1994 | 21                       | —                        | —                        | —                        | —                        | —                        | —                        | —                        | —                        | —                        | —                        |                                                    |                                             | The Red Shoes                 |
| "Eat the Music"                                                                     | 1994 | —                        | —                        | 32                       | —                        | —                        | —                        | —                        | —                        | —                        | —                        | 133                      |                                                    |                                             | The Red Shoes                 |
| "The Man I Love" (với Larry Adler)                                                  | 1994 | 27                       | —                        | —                        | —                        | —                        | —                        | —                        | —                        | —                        | —                        | 199                      |                                                    |                                             | The Glory of Gershwin         |
| "And So Is Love"                                                                    | 1994 | 26                       | —                        | 23                       | —                        | —                        | —                        | —                        | —                        | —                        | —                        | —                        |                                                    |                                             | The Red Shoes                 |
| "King of the Mountain"                                                              | 2005 | 4                        | —                        | 47                       | 5                        | 42                       | 13                       | —                        | 13                       | —                        | —                        | —                        |                                                    |                                             | Aerial                        |
| "Lyra"                                                                              | 2007 | 187                      | —                        | —                        | —                        | —                        | —                        | —                        | —                        | —                        | —                        | —                        |                                                    |                                             | The Vàngen Compass soundtrack |
| "Deeper Understanding"                                                              | 2011 | 87                       | —                        | —                        | —                        | —                        | —                        | 92                       | —                        | —                        | —                        | —                        |                                                    |                                             | Director's Cut                |
| "Wild Man"                                                                          | 2011 | 73                       | —                        | —                        | —                        | —                        | —                        | —                        | —                        | —                        | —                        | —                        |                                                    |                                             | 50 Words for Snow             |
| "Running Up That Hill" (2012 Remix)                                                 | 2012 | 6                        | —                        | 28                       | —                        | —                        | 22                       | —                        | —                        | —                        | —                        | —                        |                                                    |                                             | A Symphony of British Music   |
| "—" biểu thị bản ghi không có xếp hạng hoặc không được phát hành trong lãnh thổ đó. |      |                          |                          |                          |                          |                          |                          |                          |                          |                          |                          |                          |                                                    |                                             |                               |

### Đĩa đơn quảng bá
| Tên                                                           | Năm  | Album               |
| ------------------------------------------------------------- | ---- | ------------------- |
| "Moving"                                                      | 1978 | The Kick Inside     |
| "Them Heavy People"                                           | 1978 | The Kick Inside     |
| "Room for the Life"                                           | 1978 | The Kick Inside     |
| "Strange Phenomena"                                           | 1979 | The Kick Inside     |
| "Symphony in Blue"                                            | 1979 | Lionheart           |
| "Un baiser d'enfant"                                          | 1983 | Kate Bush           |
| "Be Kind to My Mistakes"                                      | 1987 | Castaway soundtrack |
| "π"                                                           | 2005 | Aerial              |
| "Lake Tahoe"                                                  | 2012 | 50 Words for Snow   |
| "And Dream of Sheep" (live)                                   | 2016 | Before the Dawn     |
| "King of the Mountain" (live)                                 | 2016 | Before the Dawn     |
| "Cloudbusting" (Orgonon Mix) (promo re-release)               | 2019 | The Other Sides     |
| "Ne t'enfuis pas" / "Un baiser d'enfant" (phát hành quảng bá) | 2019 | The Other Sides     |

## Danh sách video

### Album video
| Năm  | Tựa đề                            | Định dạng                | Hãng                              |
| ---- | --------------------------------- | ------------------------ | --------------------------------- |
| 1981 | Live at Hammersmith Odeon         | VHS, Betamax, Laserdisc  | EMI / Picture Music International |
| 1983 | The Single File                   | VHS, Betamax             | Picture Music International       |
| 1986 | The Hair of the Hound             | VHS, Betamax, Laserdisc  | Picture Music International       |
| 1987 | The Whole Story                   | VHS, Laserdisc, Video CD | Picture Music International       |
| 1990 | The Sensual World – The Videos    | VHS, Laserdisc           | Columbia Music Video              |
| 1994 | The Line, the Cross and the Curve | VHS, Laserdisc           | Picture Music International / EMI |

### Video âm nhạc
| Năm  | Tựa đề                               | Đạo diễn                     |
| ---- | ------------------------------------ | ---------------------------- |
| 1978 | "Wuthering Heights" (Version 1)      | Keith "Keef" MacMillan       |
| 1978 | "Wuthering Heights" (Version 2)      | Rockflix                     |
| 1978 | "The Man with the Child in His Eyes" | Keith "Keef" MacMillan       |
| 1978 | "Hammer Horror"                      | Keith "Keef" MacMillan       |
| 1979 | "Wow" (Version 1)                    | Keith "Keef" MacMillan       |
| 1979 | "Wow" (Version 2)                    | Keith "Keef" MacMillan       |
| 1979 | "Them Heavy People"                  | Keith "Keef" MacMillan       |
| 1980 | "Breathing"                          | Keith "Keef" MacMillan       |
| 1980 | "Babooshka"                          | Keith "Keef" MacMillan       |
| 1980 | "Delius"                             | Keith "Keef" MacMillan       |
| 1980 | "Army Dreamers"                      | Keith "Keef" MacMillan       |
| 1981 | "Sat in Your Lap"                    | Brian Wiseman                |
| 1982 | "The Dreaming"                       | Paul Henry                   |
| 1982 | "There Goes a Tenner"                | Paul Henry                   |
| 1982 | "Suspended in Gaffa"                 | Brian Wiseman                |
| 1985 | "Running Up That Hill"               | David Garfath                |
| 1985 | "Cloudbusting"                       | Julian Doyle                 |
| 1986 | "Hounds of Love"                     | Kate Bush                    |
| 1986 | "The Big Sky"                        | Kate Bush                    |
| 1986 | "Don't Give Up" (Version 1)          | Godley & Creme               |
| 1986 | "Don't Give Up" (Version 2)          | Jim Blashfield               |
| 1986 | "Experiment IV"                      | Kate Bush                    |
| 1986 | "Wow" (Version 3)                    | n/a                          |
| 1989 | "The Sensual World"                  | Peter Richardson & Kate Bush |
| 1989 | "This Woman's Work"                  | Kate Bush                    |
| 1990 | "Love and Anger"                     | Kate Bush                    |
| 1991 | "Rocket Man"                         | Kate Bush                    |
| 1993 | "Rubberband Girl"                    | Kate Bush                    |
| 1993 | "Eat the Music"                      | Kate Bush                    |
| 1993 | "Moments of Pleasure"                | Kate Bush                    |
| 1993 | "Rubberband Girl" (US version)       | n/a                          |
| 1994 | "The Red Shoes"                      | Kate Bush                    |
| 1994 | "The Man I Love"                     | Kevin Godley                 |
| 1994 | "And So Is Love"                     | Kate Bush                    |
| 2005 | "King of the Mountain"               | Jimmy Murakami               |
| 2011 | "Deeper Understanding"               | Kate Bush                    |
| 2011 | "Wild Man"                           | Kate Bush                    |
| 2011 | "Misty"                              | Kate Bush                    |
| 2012 | "Lake Tahoe"                         | Kate Bush                    |
| 2016 | "And Dream of Sheep"                 |                              |

## Các dự án khác
Đây là danh sách những đóng góp gốc mà Bush đã thực hiện cho nhạc phim, album tưởng nhớ và album của các nhạc sĩ khác.
- Peter Gabriel (1980, Charisma) – "Games Without Frontiers" and "No Self Control" (backing vocals with Peter Gabriel)
- The Seer (1986, Mercury) – "The Seer" (Big Country featuring Kate Bush)
- So (1986, Charisma) – "Don't Give Up" (co-lead vocals with Peter Gabriel)
- Castaway (1986) – "Be Kind to My Mistakes"
- "The King Is Dead" (1987, Chrysalis) – Go West (featuring backing vocals by Kate Bush)
- The Secret Policeman's Third Ball – The Music (1987, Virgin Records) (charity concert for Amnesty International: "Running Up That Hill" performed with David Gilmour; comedy song "Do Bears..." performed in duet with Rowan Atkinson)
- Answers to Nothing (1988, Chrysalis) – "Sister and Brother" (co-lead vocals with Midge Ure)
- She's Having a Baby (1988, I.R.S.) – "This Woman's Work"
- The Comic Strip Presents...: "GLC: The Carnage Continues..." (1990) – "Ken", "The Confrontation" and "One Last Look Around the House Before We Go..."
- Two Rooms: Celebrating the Songs of Elton John & Bernie Taupin (1991, Polydor) – "Rocket Man (I Think It's Going to Be a Long Long Time)"
- Brazil (1992, Milan) – "Sam Lowry's 1st Dream/"Brazil"" (vocals with Michael Kamen and The National Philharmonic Orchestra of London)
- Again (1993, Sony Music) – "Kimiad" (keyboards and backing vocals with Alan Stivell)
- The Glory of Gershwin (1994, Mercury) – "The Man I Love" (vocals, with Larry Adler on harmonica)
- Common Ground – Voices of Modern Irish Music (1996, EMI) – "Women of Ireland"
- Emancipation (1996, NPG/EMI) – "My Computer" (backing vocals with Prince)
- The Vàngen Compass (2007, New Line) – "Lyra"
- A Symphony of British Music (2012, Decca) – "Running Up That Hill (A Deal with God Remix)"